# La Flèche Wallonne 2013
77. edycja wyścigu kolarskiego La Flèche Wallonne odbyła się w dniu 17 kwietnia 2013 roku i liczyła 205 km. Start wyścigu miał miejsce w Binche, a meta w Mur de Huy. Wyścig figurował w rankingu światowym UCI World Tour 2013.
W wyścigu wystartowało trzech Polaków.
Michał Kwiatkowski zajął 5 miejsce natomiast Michał Gołaś 80 miejsce. Obaj wystąpili w barwach ekipy Omega Pharma-Quick Step. Maciej Paterski z Cannondale nie ukończył wyścigu.

## Uczestnicy
Na starcie wyścigu stanęły 25 ekipy. Wśród nich znalazło się wszystkie dziewiętnaście ekip UCI World Tour 2013 oraz sześć innych zaproszonych przez organizatorów. 
Lista drużyn uczestniczących w wyścigu:
| Numery  | Kod | Drużyna                 |
| ------- | --- | ----------------------- |
| 1-8     | KAT | Team Katusha            |
| 11-18   | OGE | Orica-GreenEDGE         |
| 21-28   | BMC | BMC Racing Team         |
| 31-38   | SKY | Sky Procycling          |
| 41-48   | RLT | RadioShack-Leopard      |
| 51-58   | CAN | Cannondale              |
| 61-68   | OPQ | Omega Pharma-Quick Step |
| 71-78   | GRS | Garmin-Sharp            |
| 81-88   | BLA | Blanco Pro Cycling Team |
| 91-98   | MOV | Movistar Team           |
| 101-108 | TST | Team Saxo-Tinkoff       |
| 111-118 | AST | Astana Pro Team         |
| 121-128 | IAM | IAM Cycling             |

| Numery  | Kod | Drużyna             |
| ------- | --- | ------------------- |
| 131-138 | SOJ | Sojasun             |
| 141-148 | LAM | Lampre-Merida       |
| 151-158 | FDJ | FDJ                 |
| 161-168 | LTB | Lotto-Belisol       |
| 171-178 | TSV | Topsport Vlaanderen |
| 181-188 | EUS | Euskaltel-Euskadi   |
| 191-198 | A2R | Ag2r-La Mondiale    |
| 201-208 | COL | Colombia            |
| 211-218 | AJW | Accent.jobs-Wanty   |
| 221-228 | VCD | Vacansoleil-DCM     |
| 231-238 | ARG | Argos-Shimano       |
| 241-248 | CRE | Crelan-Euphony      |

## Klasyfikacja generalna
| M-ce | Imię i nazwisko    | Kraj      | Drużyna                 | Czas       |
| ---- | ------------------ | --------- | ----------------------- | ---------- |
| 1.   | Daniel Moreno      | Hiszpania | Team Katusha            | 4h 52' 33" |
| 2.   | Sergio Henao       | Kolumbia  | Sky Procycling          | + 3"       |
| 3.   | Carlos Betancur    | Kolumbia  | Ag2r-La Mondiale        | + 3"       |
| 4.   | Daniel Martin      | Irlandia  | Garmin-Sharp            | + 3"       |
| 5.   | Michał Kwiatkowski | Polska    | Omega Pharma-Quick Step | + 3"       |
| 6.   | Joaquim Rodríguez  | Hiszpania | Team Katusha            | + 8"       |
| 7.   | Alejandro Valverde | Hiszpania | Movistar Team           | + 8"       |
| 8.   | Igor Antón         | Hiszpania | Euskaltel-Euskadi       | + 8"       |
| 9.   | Bauke Mollema      | Holandia  | Blanco Pro Cycling Team | + 8"       |
| 10.  | Rinaldo Nocentini  | Włochy    | Ag2r-La Mondiale        | + 8"       |